# Terrassenofen
Ein Terrassenofen, oder auch Terrassenheizer, dient zur Erhöhung der Behaglichkeit beim Aufenthalt im Freien, z. B. auf einer Terrasse, an kühlen Tagen und Abenden. Die thermische Wirkung beruht ausschließlich auf Wärmestrahlung, welche direkt oder indirekt auf die anwesenden Personen trifft. Ein Terrassenofen ist meist transportabel. Pilzförmige Heizstrahler werden auch Heizpilz genannt.

## Arten
Es gibt folgende Arten:
- Propangasofen, meist in Form von gasbetriebenen Terrassenstrahlern
- Feuerkorb
- Holzofen

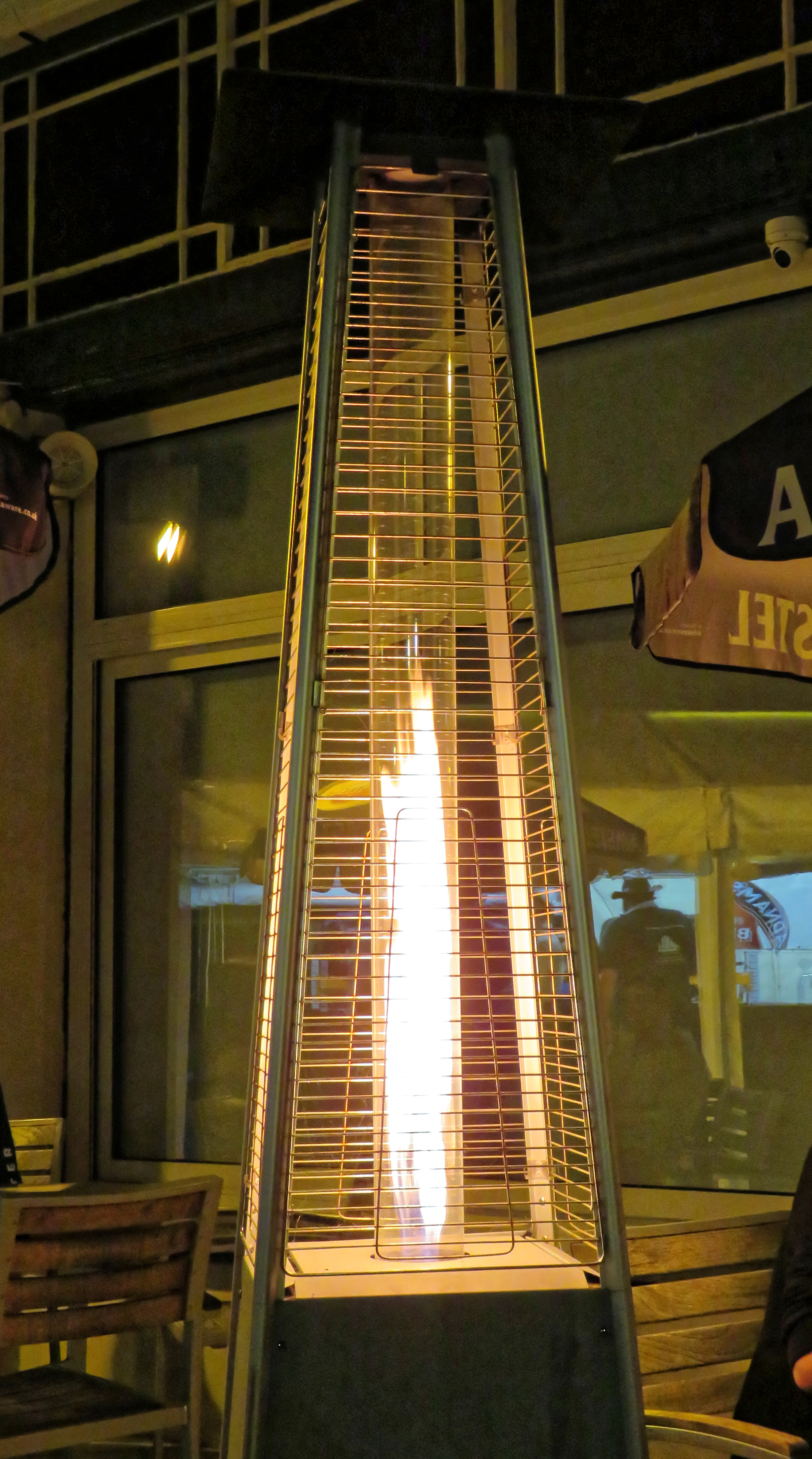
Terrassenofen
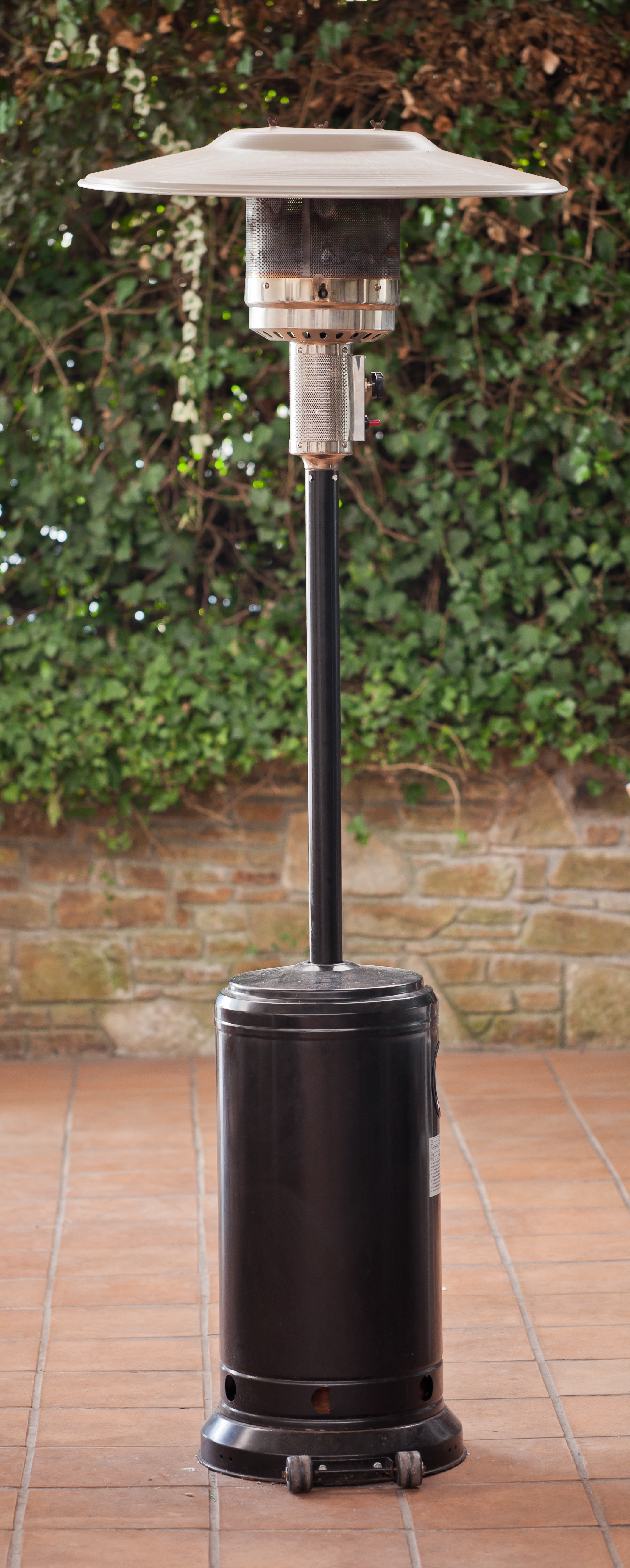
Gasbetriebener Heizpilz

## Verwendung und Verbote
In Biergärten und auf öffentlichen Veranstaltungen mit gastronomischer Komponente werden meist Propangasöfen in Form von gasbetriebenen Terrassenstrahlern eingesetzt (auch als Heizstrahler bezeichnet; in der Alltagssprache auch Heizpilz genannt, und in Österreich Heizschwammerl genannt). Nach anfangs rasch steigender Beliebtheit der Anfang der 2000er Jahre aus Schweden importierten speziellen Infrarotstrahler existieren inzwischen wegen der hohen Kohlendioxidemissionen in vielen größeren Städten in Deutschland und in vielen deutschen Bundesländern Verbote für den Einsatz von gasbetriebenen Terrassenstrahlern in öffentlichen Betrieben wie Gaststätten. Ein Verbot für die gelegentliche private Nutzung existiert hingegen nicht.
Aufgrund der COVID-19-Pandemie wurde teils ein Aussetzen des Verbotes gefordert, damit die Gastronomie im Herbst/Winter 2020/21 nicht zum Erliegen kommt.